# Theodoor Jacobus Rijken
Theodoor Jacobus Rijken (Elshout, 30 augustus 1797 - Brugge, 26 november 1871) was een Nederlands geestelijke en de stichter van de Belgische Congregatie van Broeders Xaverianen.

## Levensloop
Nadat zijn vader Antoon (†1807) tijdens zijn kinderjaren was overleden, werd hij onder de arm genomen door een devote oom, de arts Beels. Hij vertrouwde de opvoeding van de jonge Theodoor toe aan Pieter van Heumen, een neef van hem. Theodoor werd opgeleid voor schoenmaker. Hij leefde toen niet meer bij zijn moeder, Maria-Anna Beels (†1829).
Toen hij negentien was, keerde Rijken zich tot de katholieke godsdienst, die hij in de vorige jaren grotendeels had verlaten, en maakte een echte bekering door. Hij bewees daarna diensten als catechist. In 1822 werd hij secretaris van Joachim le Sage ten Broek (1775-1847). Hij bood hulp aan de zieken tijdens een cholera-epidemie en bezweek bijna zelf aan de ziekte. In 1824 deed hij een pelgrimstocht naar Rome. Hij herhaalde dit in 1826 en werd toen door paus Gregorius XVI in audiëntie ontvangen.
In 1828 trad hij in het trappistenklooster van Oelenberg in Reiningue (Elzas) in, hoewel hij van priester Lodewijk Vincent Donche de raad had gekregen om geen trappist te worden. In 1830 verliet hij de trappisten. In 1831-1834 verbleef hij in de Verenigde Staten. Hij kwam er tot de vaststelling dat er nood was aan katholieke leerkrachten en keerde naar Europa terug met de bedoeling een instituut hiervoor op te richten. In 1837 reisde hij door de Verenigde Staten en kreeg de verzekering van negen bisschoppen dat ze door hem opgeleide leerkrachten zouden in dienst nemen.
Na zijn terugkeer vroeg hij aan René Boussen, bisschop van Brugge, toestemming om een broedercongregatie op te richten, wat deze hem toestond, mits hij zelf eerst een jaar noviciaat doorliep bij de paters redemptoristen.
In 1839 vestigde hij zijn nieuw opgerichte congregatie, die de naam "Broeders Xaverianen" kreeg, in Brugge. Na een moeilijk begin werden de kandidaten talrijker. Rijken sprak zelf zijn religieuze geloften uit in 1846 en nam de naam aan van broeder Franciscus-Xaverius. Hij werd algemeen overste, een functie die hij zevenentwintig jaar uitoefende.
In 1860 werd hij van de algemene leiding ontheven, nadat heel wat inwendige disputen binnen de congregatie hadden plaats gevonden.